# いわき小名浜インターチェンジ
いわき小名浜インターチェンジ（いわきおなはまインターチェンジ）は、福島県いわき市にある常磐自動車道および小名浜道路のインターチェンジ（地域活性化インターチェンジ）である。一般道との接続は小名浜道路の他インターチェンジを通じて行われる。
地域活性化インターチェンジとして建設許可が下りた。2025年8月7日に供用開始。

## 歴史
- 2014年（平成26年）8月8日：国土交通省より連結許可が下りる[4]。
- 2024年（令和6年）12月3日：IC名称が「いわき小名浜IC」に正式決定[6]。
- 2025年（令和7年）8月7日：供用開始[5]。

## 周辺
- 若木神社
- 金砂神社

## 道路
- E6 常磐自動車道（15-1番）
- 小名浜道路[7]

## 隣
E6 常磐自動車道
(15)いわき勿来IC - (15-1)いわき小名浜IC - (16)いわき湯本IC
小名浜道路
いわき添野IC - いわき小名浜IC - いわき山田IC